# Microgaster subcompleta
Microgaster subcompleta är en stekelart som beskrevs av Christian Gottfried Daniel Nees von Esenbeck 1834. Microgaster subcompleta ingår i släktet Microgaster och familjen bracksteklar. Arten är reproducerande i Sverige. Inga underarter finns listade i Catalogue of Life.